# Aarushi Sharma

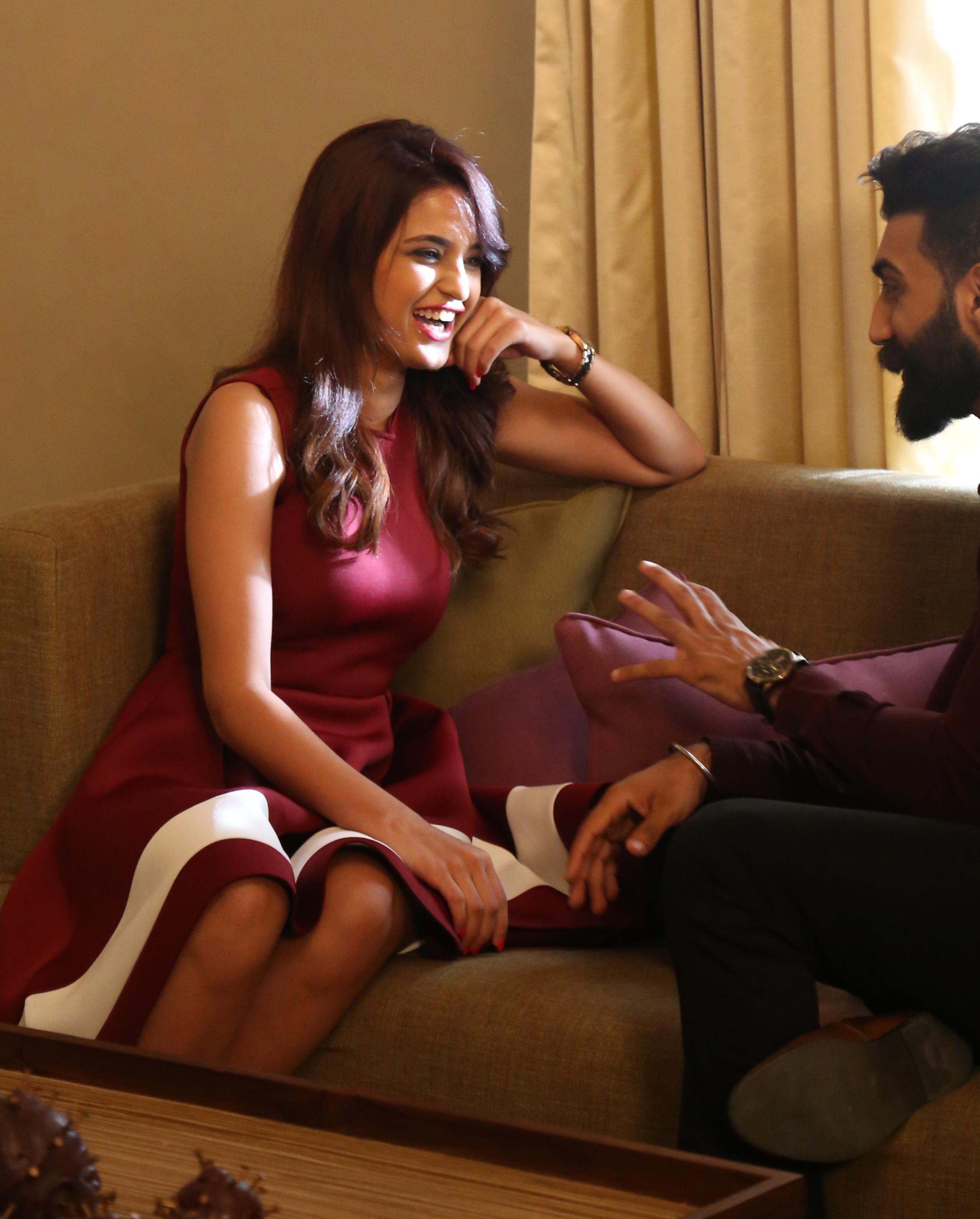
Aarushi Sharma

Aarushi Sharma (Hindi आरुषि शर्मा; * 1. Januar 1996 in Neu-Delhi) ist eine indische Schauspielerin und Model.

## Leben und Karriere
Sharma wurde am 1. Januar 1996 in Neu-Delhi geboren. Sie studierte an der Amity University. 2015 war sie Finalistin beim Miss Diva-Wettbewerb und gewann 2016 den Titel der Miss Intercontinental India. Ihr Schauspieldebüt gab sie 2019 in Kaka Ji. Im selben Jahr trat sie in High End Yaariyaan auf. Anschließend war sie 2020 in Daakuan Da Munda 2 zu sehen. 2024 wurde Sharma für den Film Blackia 2 gecastet.

## Filmografie
- 2019: Kaka Ji
- 2019: High End Yaariyaan
- 2020: Daakuan Da Munda 2
- 2024: Blackia 2